# Lakkopetra
Lakkopetra  este un oraș în Grecia în Prefectura Ahaia.